# Composti antiaromatici
I composti antiaromatici sono formati da molecole o ioni ciclici contenenti doppi legami coniugati e caratterizzati da energia maggiore rispetto all'analogo a catena aperta, in relazione agli elettroni π. Per questo fatto i composti antiaromatici sono instabili e altamente reattivi; spesso tali composti assumono una struttura non planare perdendo la loro antiaromaticità in modo da conseguire maggiore stabilità. I composti antiaromatici possiedono 4n elettroni π delocalizzati, invece dei 4n + 2 che caratterizzano i composti aromatici secondo la regola di Hückel.
Esempi di sistemi antiaromatici sono rappresentati dal ciclobutadiene (A), dal catione ciclopentadienile (B) dall'anione ciclopropenile (C) e dall'acepentalene. Il cicloottatetraene ([8]annulene) possiede 4n elettroni ma a causa della propria struttura non planare non è antiaromatico.
Perdendo o acquistando elettroni tramite una reazione redox, un sistema π può divenire aromatico e quindi acquisire maggiore stabilità rispetto al composto non aromatico o antiaromatico (termini differenti da non confondere) di partenza. Per esempio il dianione del cicloottatetraene manifesta proprietà aromatiche.
I criteri di antiaromaticità stabiliti dalla IUPAC sono i seguenti:
- la molecola deve essere ciclica e avere geometria planare
- la molecola deve possedere elettroni π coniugati
- deve possedere 4n elettroni π con n numero intero

È stato osservato che la differenza di energia tra un composto aromatico e uno antiaromatico diminuisce all'aumentare delle dimensioni della molecola.  Ad esempio il bifenilene è un composto antiaromatico stabile e perfino commercialmente disponibile.
Oltre al già citato caso delle reazioni redox, anche in seguito all'instaurasi di alcuni equilibri chimici è possibile che si formi una specie antiaromatica. Ad esempio, l'equilibrio tra i due derivati della porfirina altro non è che una tautomeria cheto-enolica che all'equilibrio genera il composto antiaromatico B: